# Сумерска архитектура
Сумери спадају у прву високоразвијену цивилизацију насталу око 4.000. година п. н. е. на подручју јужне Месопотамије. Порекло Сумера није утврђено, али преовладава мишљење да су се доселили са севера и помешали се са домородим становништвом.
У другој половини четвртог миленијума п. н. е. настали су у Сумеру први градови-државе. Најпознатији су били Урук, Ур, Киш, Нипур и Лагаш. На челу сваког града налазио се владар зван енси (управљач) или лугал (велики човек). Он је био врховни свештеник који је у име заједнице комуницирао с боговима. Овде ови сумерски градови представљају независне градове-државе за разлику од онога што се догодило у Египту захтеви за локалну аутономију и тежње у правцу разбијања односе превагу над потребом за државним јединством.
Средиште града био је храмски комплекс с доминирајућом грађевином четвороугаоне основе зигурат – најкарактеристичније архитектонско остварење у Сумеру, на чијем се врху налазио град посвећен главном градском божанству, а служио је и као звездарница. Зигурат је вештачки створен глинасти брежуљек подупрт зидовима од непечене опеке у геометријским облицима и он се уздижена неколико терасастих заравни. На најпознатијем зигурату у Уруку дуго бело степениште пењало се према врху грађевине стварајући тако утисак верницима да се пењу ка небу. За разлику од египатских пирамида и њиховом посмртном функцијом зигурат је имао да послужи као огромни олтар и требало је да омогући силазак божанства са неба и да овде борави
Најчувенији међу зигуратима била је Вавилонска кула али је она у потпуности разорена али један много старији примерак саграђен је пре 3.000. године п. н. е. према томе је неколико векова старији од првих пирамида и сачувао се у Варки месту где се налазио сумерски град Урук. То је брег чије су стране појачане месивном оплатом од опеке и положене су у косини а дижу се до висине од 12 метара. Светиште је названо „Бели храм“ јер је било од окречених опека. Зидови су рашчлањени испустима и удубљењима и одају монуманталну грађевину.. Главна просторије или цела у којој се приносе жртве пред статуом бога је уска дворана која се пружа читавом дужином храма и има низ мањих просторија са стране Главни улаз није на једној од ужих страна како би се то очекивало тако да верник да би ушао у ћелу морао да обиђе што више углова. Пут који м је ишла процесија подсећа на спиралу. Овакав прилаз у ломљеној оси је основна карактеристика месопотамске верске архитектура. Током следећих периода зигурат је био тако разрађен да личи на кулу тако да се грађевина уздиже на неколико спратова. Слика бога којем је био посвећен Бели храм је изгубљена а то је вероватно био Ану бог неба.
У сумерским градовима-државама све земаљско сматрано је власништвом богова. Највише земље припадало је владару, а затим храмовима. Остали становници (сељаци, занатлије) били су само корисници земље. Становништво се у основи дијелило на владајући слој, у који је уз владара и вјеродостојнике спадало свештенство и чиновништво, те на сељаштво изанатлије. Робова је било мало и потицали су из ратних похода, а припадали су искључиво владару или храмовима.
У Сумеру су били цењени уметност и уметнички радови, но, главна је делатност у Сумеру, као и у целој Месопотамији, била земљорадња.